# Elke Kahr
Elke Kahr (ur. 2 listopada 1961 r. w Grazu) – austriacka polityk, działaczka Komunistycznej Partii Austrii. Od 2021 r. burmistrz Grazu.

## Życiorys
W wieku trzech lat została adoptowana. Wychowywała się w rodzinie robotniczej. Pracowała jako sekretarka w banku, następnie ukończyła wieczorową szkołę handlową.
W 1983 r. wstąpiła do Komunistycznej Partii Austrii, gdyż, jak stwierdziła, przemawiał do niej internacjonalizm, antyfaszyzm i bezinteresowność, jaką widziała u członków partii. Określa swoje poglądy jako marksistowskie, zaznacza jednak, że nie żywi nostalgii wobec ZSRR.
W 1993 r. została po raz pierwszy wybrana na radną miejską Grazu i od tej pory nieprzerwanie wchodziła do rady miejskiej, uzyskując mandaty w kolejnych wyborach lokalnych. W 1998 r. została szefową partyjnego klubu w radzie miejskiej.
W Grazu każda partia, która uzyskała w wyborach powyżej 10% głosów, wprowadza przedstawicieli do zarządu miasta. W związku z tym w latach 2005-2017 r. Elke Kahr kierowała miejskim departamentem mieszkalnictwa, natomiast w latach 2017-2021, gdy Grazem rządziła prawicowa koalicja, odpowiadała za miejską politykę transportową. W swojej działalności politycznej w szczególności działała w obszarze polityki mieszkaniowej i społecznej. Większą część swoich zarobków jako radnej przekazywała na cele dobroczynne. Wieloletnie zaangażowanie Komunistycznej Partii Austrii w Grazu, w tym osobiście Elke Kahr, we wspieranie lokatorów i walkę o dostępne mieszkania jest wskazywane jako główna przyczyna sukcesów odnoszonych przez partię na szczeblu lokalnym.
We wrześniu 2021 r. Komunistyczna Partia Austrii wygrała wybory samorządowe w Grazu, uzyskując 28,9% głosów. W listopadzie tego samego roku rada miejska Grazu wybrała Elke Kahr, liderkę komunistów, na burmistrza, pierwszego w historii Grazu przedstawiciela tej partii na tym stanowisku.

## Życie prywatne
Pozostaje w związku z Franzem Stefanem Partederem, również działaczem Komunistycznej Partii Austrii. Mają dorosłego syna Franza.